# Chloris sinica
Il verdone di Cina, detto anche verdone asiatico, o verdone testagrigia (Chloris sinica (Linnaeus, 1766)), è un uccello passeriforme della famiglia dei fringillidi.

## Etimologia

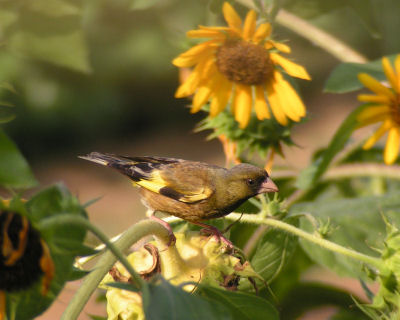
Maschio in natura.

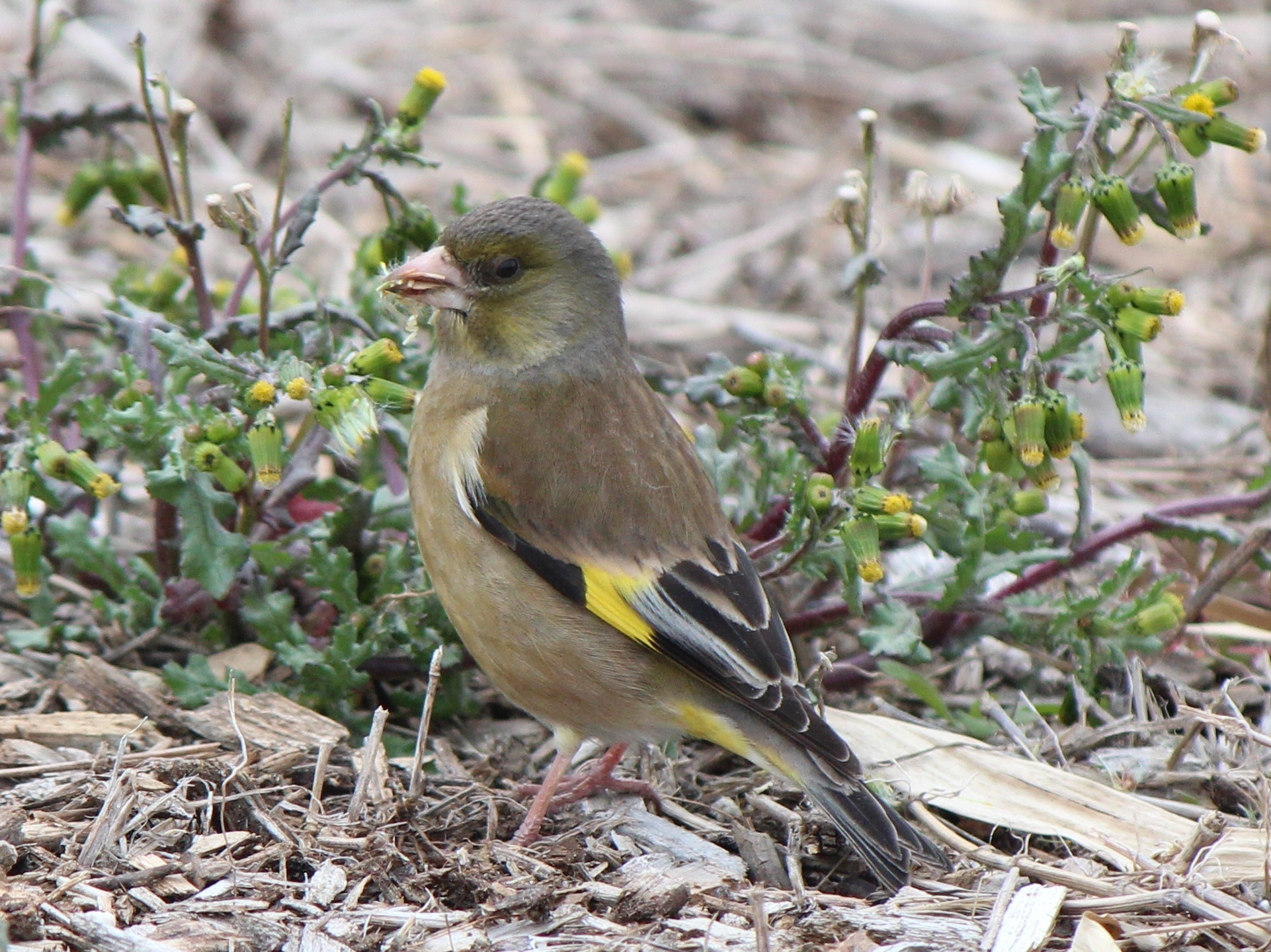
Femmina si nutre al suolo.

Il nome scientifico della specie, sinica, deriva dal latino e significa "cinese", in riferimento all'areale della specie: esso viene ripreso nel suo nome comune.

## Descrizione

### Dimensioni
Misura 12,4–14 cm, per un peso di 17-22 g.

### Aspetto
Si tratta di uccelletti robusti e massicci, muniti di grossa testa con becco tozzo e conico, ali allungate e coda lievemente forcuta.

Il piumaggio è di color verde oliva sul corpo (con tendenza a scurirsi dorsalmente e ad assumere sfumature gialle su faccia e petto), mentre la testa e i fianchi sono grigiastri e remiganti e coda sono nere con barratura bianca, che nelle prime si accompagna a una barratura gialla. Il dimorfismo sessuale è presente ma non nettissimo, con le femmine dalla colorazione più scialba e quasi del tutto priva di giallo. In ambedue i sessi, il becco è di color perla, le zampe sono di color carnicino chiaro e gli occhi sono bruni.

## Biologia
Si tratta di uccelli dalle abitudini essenzialmente diurne, che passano la maggior parte della giornata al suolo o fra i rami alla ricerca di cibo: molto miti e socievoli e tendenzialmente gregari, non esitano all'infuori del periodo degli amori a riunirsi in gruppi anche numerosi, talvolta in associazione ad altre specie affini.

### Alimentazione
I verdoni orientali sono uccelli quasi esclusivamente granivori: la loro dieta, infatti, si compone in massima parte di semi (principalmente di piante erbacee) e granaglie (girasole, grano saraceno, riso etc.), comprendendo però anche germogli, bacche e frutti, mentre è più raro che questi uccelli si cibino volontariamente di insetti e piccoli invertebrati.

### Riproduzione

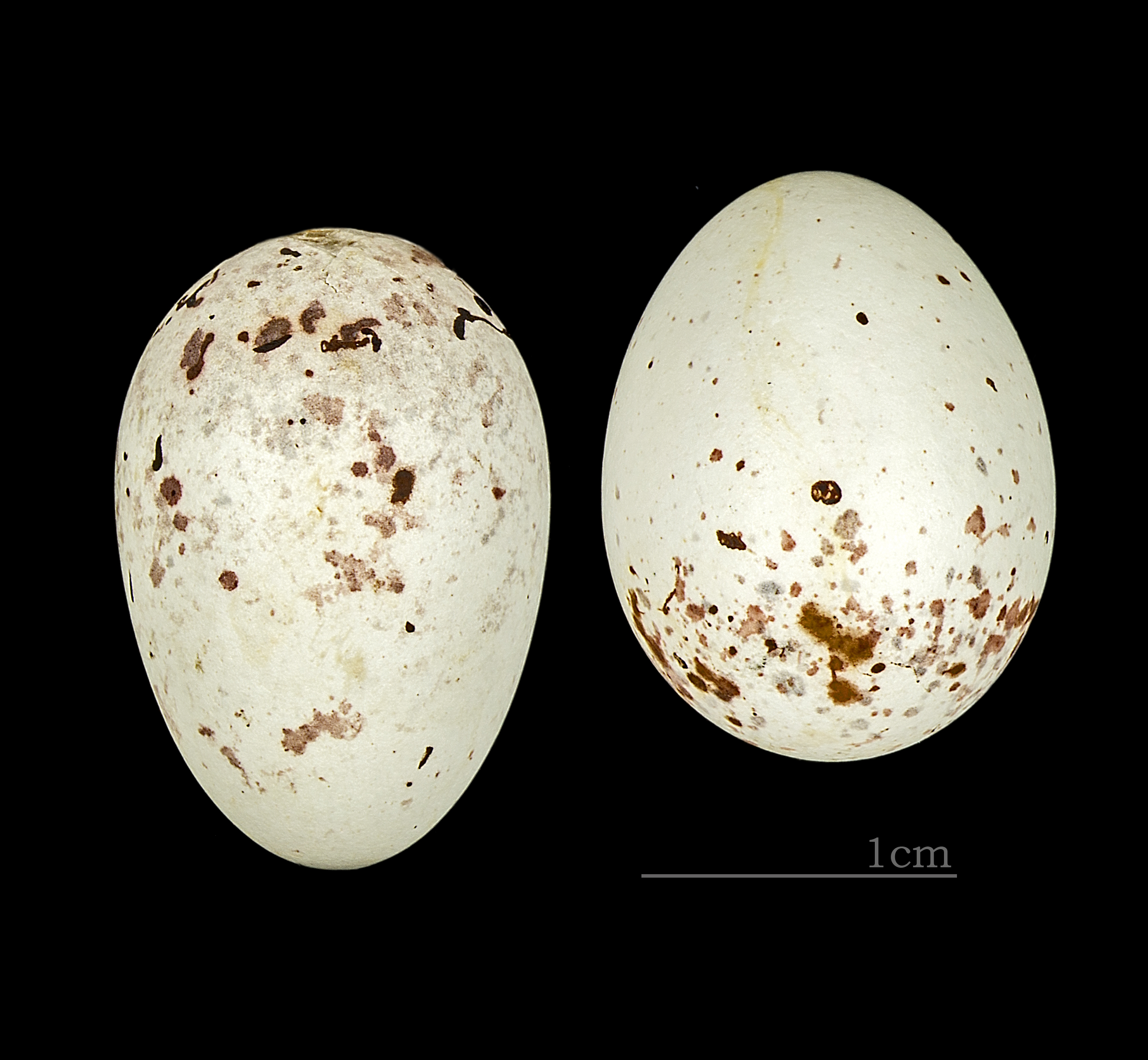
Uova di verdone di Cina al Museo di storia naturale di Tolosa.

Il periodo degli amori va da marzo ad agosto, durante il quale questi uccelli portano generalmente avanti due covate: i verdoni cinesi sono uccelli rigidamente monogami, coi maschi che in primavera competono aspramente cantando e svolazzando per trovare una compagna, che corteggiano a lungo seguendola, trillando ed arruffando le penne.
Il nido viene costruito dalla sola femmina: esso ha forma a coppa, viene ubicato fra i rami di un albero o un cespuglio e si compone in massima parte di fibre vegetali intrecciate, con l'interno foderato di lanugine animale o vegetale. Al suo interno, la femmina depone 3-5 uova di colore bianco-azzurrino con sparse maculature bruno-rossicce al polo ottuso, che provvede a covare da sola (col maschio che staziona di guardia nei pressi del nido e si occupa di trovare il cibo per sé e per la partner) per circa due settimane, al termine delle quali schiudono pulli ciechi ed implumi. I nidiacei vengono accuditi da ambedue i genitori, ed attorno alle due settimane di vita sono pronti per l'involo, pur trattenendosi ancora per qualche giorno nei pressi del nido, chiedendo sempre più sporadicamente l'imbeccata ai genitori, che nel frattempo in genere stanno dedicandosi a una seconda nidiata.

## Distribuzione e habitat

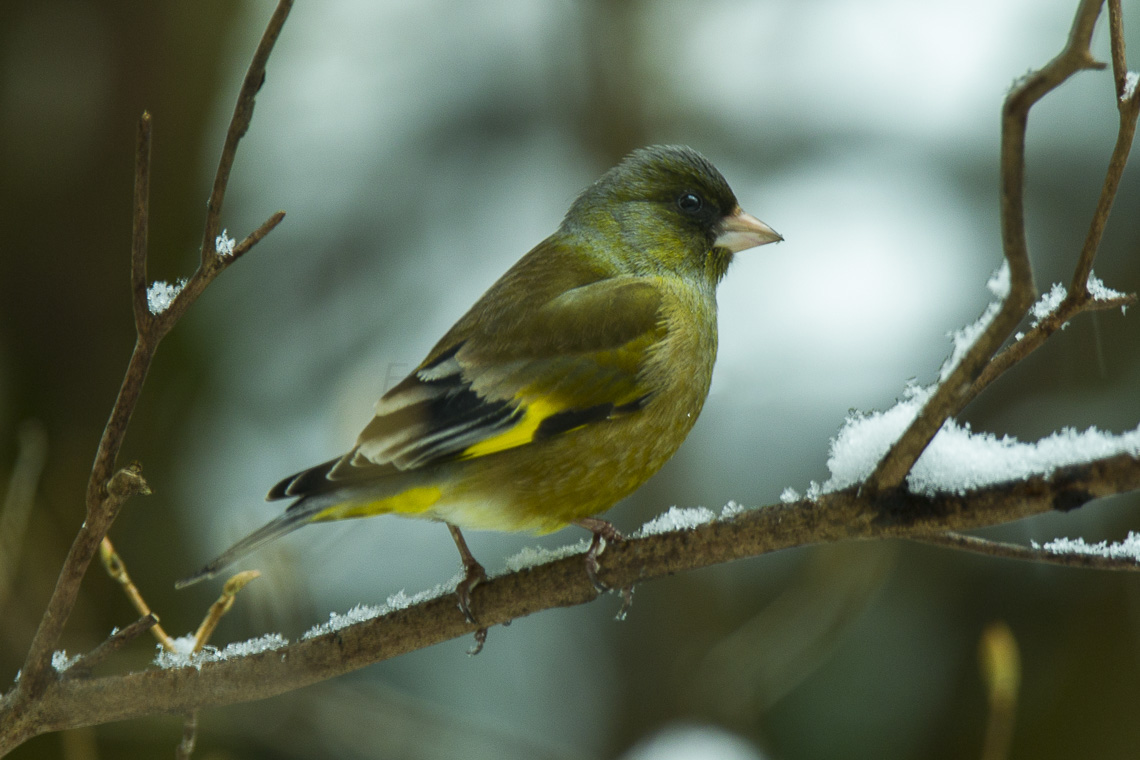
Verdone orientale a Honshū.

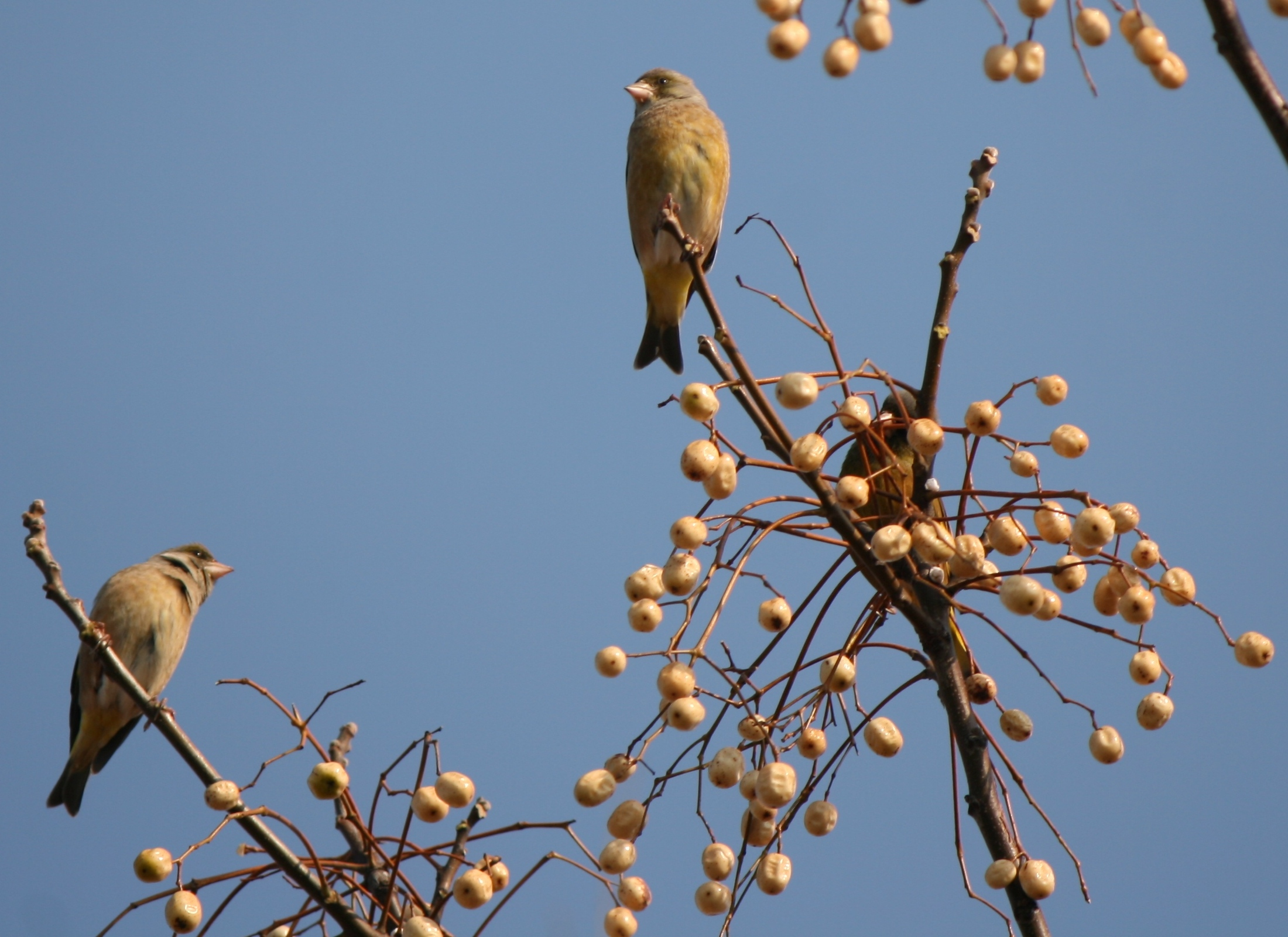
Due esemplari su un albero dei rosari.

Come intuibile dal nome comune, il verdone orientale è diffuso nell'estremo oriente asiatico, pur non essendo endemico della Cina come si potrebbe essere indotti a pensare: la specie è infatti sì diffusa in tutta la cina centro e sud-orientale, oltre che in Manciuria, ma anche in Corea, Giappone e nel Tonchino. Durante l'estate, alcune popolazioni di questi uccelli si spingono anche a Hokkaidō, Sakhalin e fino in Kamchatka per nidificare (con alcuni esemplari isolati rinvenuti addirittura alle Aleutine ed in Columbia Britannica), mentre durante l'inverno alcune si spostano su Taiwan: la specie è tuttavia tendenzialmente stanziale in tutto il suo areale.
L'habitat del verdone orientale è rappresentato dalle aree vallive alberate e cespugliose non eccessivamente fitte, con presenza di boschi misti, radure ed acqua dolce permanente: questi uccelli si dimostrano però molto adattabili, colonizzando anche le aree urbane e suburbane alberate ed i campi coltivati.

## Sistematica
Descritta scientificamente nel 1766 da Linneo col nome di Fringilla sinica, questa specie è stata in seguito ascritta a lungo al genere Carduelis, venendo però recentemente segregata nel genere Chloris, che condivide con gli altri verdoni e nel quale viene classificata ancor oggi.
Se ne riconoscono 5 sottospecie:
- Chloris sinica sinica (Linnaeus, 1766) - la sottospecie nominale, diffusa in Cina centro-orientale e Vietnam centro-settentrionale;
- Chloris sinica ussuriensis Hartert, 1903 - diffusa in Cina nord-orientale, Mongolia orientale, Corea e Territorio del Litorale;
- Chloris sinica kawarahiba (Temminck, 1836) - diffusa nella porzione nord-orientale dell'areale occupato dalla specie;
- Chloris sinica minor (Temminck & Schlegel, 1848) - diffusa in Giappone (tranne Hokkaidō) e a Cheju;
- Chloris sinica kittlitzi (Seebohm, 1890) - endemica delle isole Bonin e di Iwo Jima;

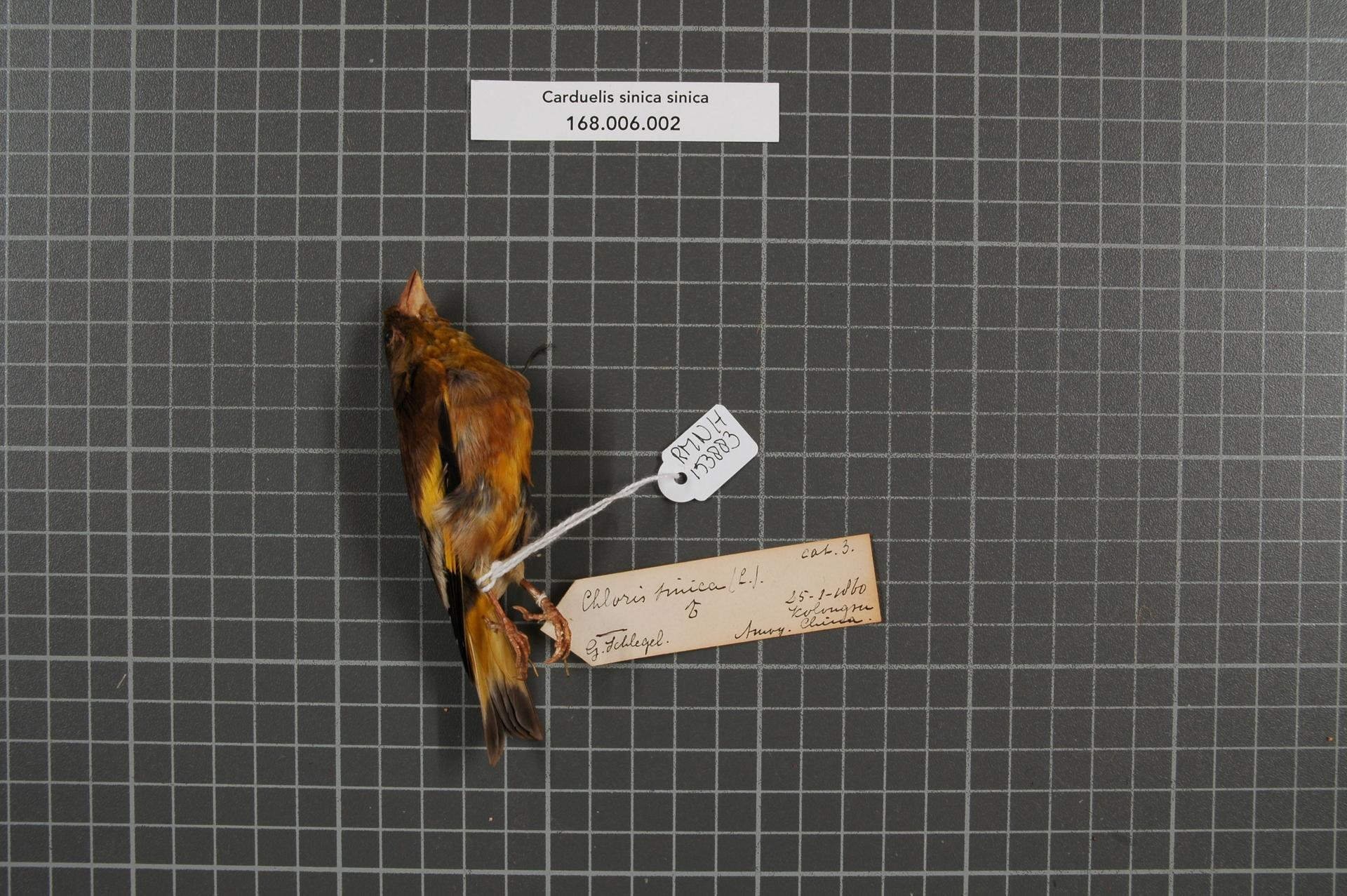
Maschio impagliato della sottospecie nominale.
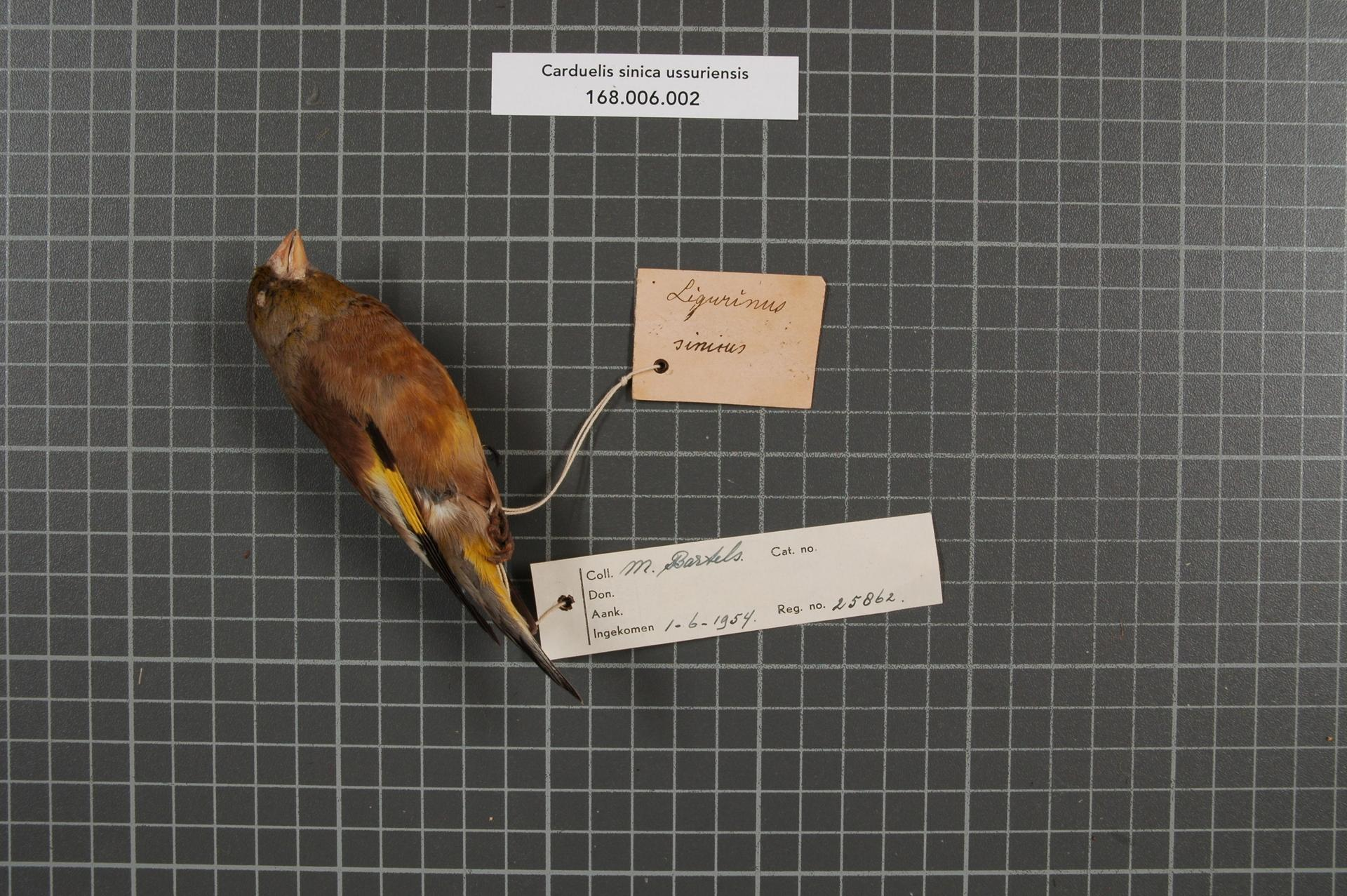
Maschio impagliato della sottospecie ussuriensis.
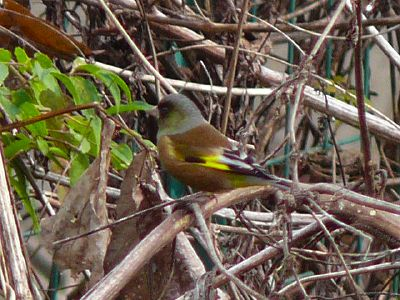
Maschio della sottospecie kawarahiba nei pressi di Isehara.
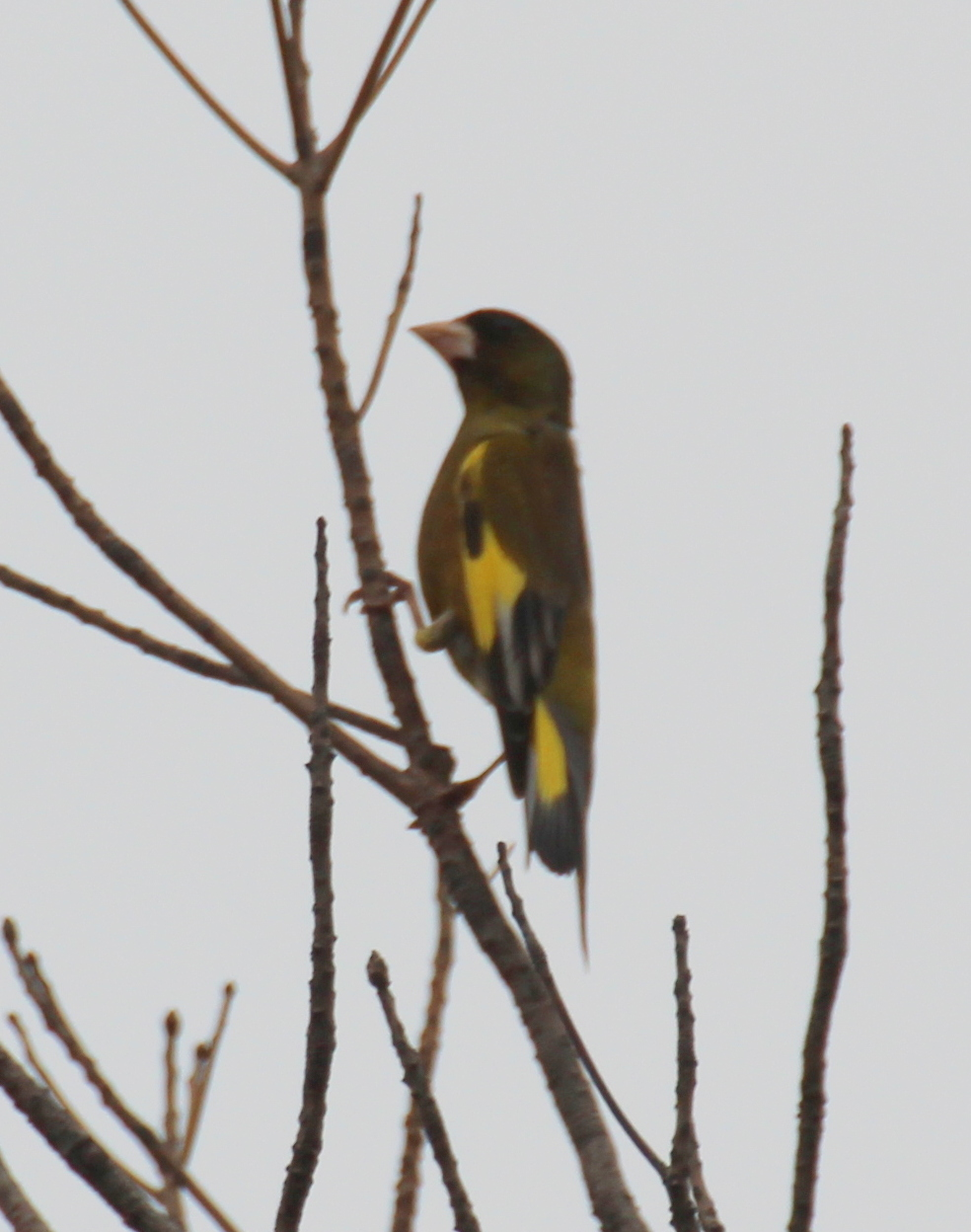
Maschio della sottospecie minor a Fukuoka.

Secondo alcuni autori, le popolazioni settentrionali dalla sottospecie ussuriensis andrebbero elevate al rango di sottospecie a sé stante col nome di C. s. chabarovi, così come dalla sottospecie minor andrebbero scorporate le popolazioni delle isole Izu (C. s. sitchitoensis) e dell'area di Kanzaki (C. s. tokumii).

La sottospecie kittlitzi, invece, appare piuttosto ben distinta e lontana dalle altre in termini filogenetici, facendo ritenere corretta ad alcuni autori la sua eventuale elevazione al rango di specie a sé stante.